# Amagne
Amagne település Franciaországban, Ardennes megyében. Lakosainak száma 787 fő (2022. január 1.). Amagne Alland’Huy-et-Sausseuil, Ambly-Fleury, Coucy, Faux, Givry, Lucquy és Sorcy-Bauthémont községekkel határos.

## Népesség
A település népességének változása:
| Lakosok száma | 744  | 572  | 612  | 690  | 711  | 722  | 725  | 711  | 728  | 787  |
|               | 1968 | 1982 | 1990 | 2006 | 2013 | 2015 | 2017 | 2019 | 2020 | 2022 |